# Arisztokrácia
Az arisztokrácia eredetileg olyan politikai rendszert jelent, amelyben a legkiválóbbaknak, a legjobbaknak uralma érvényesül. A középkori Európában ez a kiváltságos vagy nemes emberek (részleges) uralmát jelentette. Magyarországon az arisztokráciához tartozó főnemesek a széles köznemes rétegtől elkülönülő osztályt alkottak.

## Etimológiája
A szó ógörög eredetű, a szó töve a 'legjobb' jelentésű arisztosz, a kratein jelentése pedig 'uralkodni', az összetétel jelentése tehát: 'a legjobbak uralma'.

## Leírása
Az ókorban, a középkorban és az újkorban az uralkodók (törzsfők, királyok, császárok) feudális földbirtokokkal, öröklődő nemesi címekkel jutalmazták hű szervienseiket. Az arisztokraták szolgákat tartó, jelentős javakkal rendelkező, csak kormányzással és katonáskodással foglalkozó kiváltságosok voltak. Hovatartozásukkal, származásukkal, jómódúságukkal kerültek bele ebbe a rétegbe, már megszületésükkor. Az arisztokrácia uralma a történelem során ritkán volt teljes, egyes városállamok vagy a lengyel nemesi köztársaság sorolhatók leginkább ezen kivételek közé. Az európai történelemben a főnemesek a monarchiában az uralkodónak többnyire alárendelten, részlegesen gyakorolták a hatalmat.

## Hanyatlása
A 20. században a demokrácia és a diktatúrák általánossá válásával az arisztokrácia jelentősen csökken. Több demokratikus állam, így Magyarország is tiltja az arisztokrácia nemesi címeinek használatát (1947. évi IV. törvény egyes rangok és címek megszüntetéséről). Az európai monarchiák, pl. a brit arisztokrácia bizonyos előjogait megőrizhette az alkotmányos monarchia keretében. Ázsia és Afrika néhány országa is monarchikus berendezkedésű. Az Egyesült Államok történetének több szakaszában beszéltek az arisztokrácia egy modern formájáról, a gazdagok uralmát jelentő plutokráciáról.